# Olaus Georgii Suomalainen
Olaus Georgii Suomalainen, född ca 1580, död 11 maj 1613, var en finsk student och poet. Han var en av de första som använde finska språket i sitt författarskap.

## Biografi

### Barndom och skoltid
Olaus Georgii Suomalainen eller Olof Jöransson föddes omkring 1580 i Vittis i Satakunta. Han var son till häradsskrivaren i Nedre Satakunta Jöran Olofsson Suomalainen från Suomela hemman i Vesilax i Satakunta och Magdalena Andersdotter, änka efter kyrkoherden i Vittis, Johannes Clementis. Paret hade gift sig 1571 och bodde på hustruns ryttarhemman Kukonharja i Vittis. Utöver Olof hade paret två döttrar, Agnes och Karin. Efter moderns död 1584 flyttade familjen till Koskua ryttarhemman, också i Vittis. År 1586 ingick Jöran ett nytt äktenskap med Valborg Sigfridsdotter. Jöran avled troligen hösten 1599. Dottern Agnes övertog Koskua efter hans död.
Sonen Olof sändes för att studera vid Åbo katedralskola varvid hans namn latiniserades till Olaus Georgii. Tillnamnet Suomalainen betydde inte att han var finländare utan det var ett genuint släktnamn. År 1607 fick han av en skolkamrat Diogenes Laertios bok om filosofernas liv. Boken hade ursprungligen köpts i Wittenberg 1537 av skolans rektor Mikael Agricola. Boken hade därefter vandrat i skolan från elev till elev. Ännu under tiden i Åbo var Olaus ekonomi i skick så att han kunde låna pengar åt en vän.

### Tiden i Wittenberg
Olaus Georgii beslöt som många av sina landsmän att fortsätta sina studier utomlands. Den 20 augusti 1608 skrevs han in som ny studerande i studentmatrikeln vid Universitetet i Wittenberg under namnet Olaus Georgii Suomalainen Satakundianus Finno. Hans reskamrat var Jöran Henriksson Speitz som lämnade studierna redan följande år. Olaus Georgii studerade i Wittenberg teologi, filosofi och Bibelns grundspråk (grekiska, hebreiska och latin). Därtill bedrev han studier i syriska och arameiska. Utöver sin språkbegåvning var han även annars över medelnivån bland studerandena.
Olaus Georgii dåliga ekonomi tvingade honom att avbryta sina studier. För att försörja sig tog han anställning i Martin Henckells tryckeri som korrekturläsare. Detta hade fördelen att han kunde trycka sina egna skriftliga arbeten på tryckeriet. Hans ekonomi förbättrades också genom att han ingick äktenskap med den nio år äldre Martha Richter som var hemma från Freiberg. De fick en dotter Magdalena som dock dog som liten.
Efter fem år i Wittenberg beslöt Olaus Georgii att återvända med sin familj till Finland även om han ännu inte hade avlagt magisterexamen. Före avresan ville han göra ett besök hos sin hustrus släktingar i Freiberg. I Leipzig kom han i slagsmål med två fulla stadsbetjänter. Den ene slog honom med knytnäven hårt i pannan vilket gav honom en svår skada. Efter en månads sjukdom i Leipzig fördes han till Wittenberg där han 11.5.1613 avled. Olaus Georgii tillbringade enligt minnestalet sina sista stunder med att läsa högt ur Bibeln och sjunga finska psalmer. Han hustru Martha avled samma höst i en ålder av 42 år. Olaus hade vid sin död någon mindre egendom som han hade lämnat i förvar hos studiekamraten Georgius Matthiae.

### Skriftlig verksamhet
På 1500-talet och i början av 1600-talet användes i allmänhet inte folkspråken i tryckta akademiska skrifter. Olaus Georgii år 1611 publicerade finskspråkiga dikt och prosatexten som var tillfogad den var därför mycket ovanliga. Utöver den lyckönskningsdikt, som nylänningen Valentinus Thomae skrev i Vilnius 1589 och var riktad till Sigismund, var Olaus skrift unik för den tiden. Olaus Georgii kända publikationer är följande:
- Threnodia in obitum matronae Annae, Witebergae 1609

Snart efter sin ankomst till Wittenberg inledde Olaus Georgii sin skriftliga verksamhet. Redan år 1608 skrev han ett sorgekväde över hustru Anna (tryckt 1609). Hon var gift med Åbo katedralskolas rektor Joachimus Mattiae Stutaeus, som själv hade studerat i Wittenberg och publicerat dikter där.
- Eufemia nuptiis ... juvenis-viri, dn. Georgj Henrici Tavasto-Finnonis de Liuttula, sponsi, et ... virginis Helenae, ... Christophori Bartholli de Aalnääs svbivdicis in Tavastia ... filiae sponsae, Wittebergae 1610

År 1609 skrev Olaus Georgii ett fröjdekväde med anledning av Jöran Henriksson Speitz äktenskap. Jöran hade följt med Olaus till Wittenberg men hade snart avbrutit sina studier där. Han vigdes vid Helena Kristoffersdotter, som var dotter till den förmögnaste mannen inom tjänstemannakåren i Satakunta, lagmannen i Sääksmäki Kristoffer Bertilsson. Jöran var själv frälseman och son till underlagmannen i Sääksmäki Henrik Jakobsson Speitz. I kvädet ingår en vers på finska och på runomått så som det används i finsk folkdiktning:
Calun caunin ja tavaran//Cansa cardanon avaran//Peri lahiax lapsucainen//Vaimon vahva-auvollisen//Miehell mieli-talollisen//Herra anda ainucainen
- Votum super conjugium ... d. m. Joachimi Stutaei gymnasiarchae Aboensis in Finlandiâ ... cum virgine ... Margaretha Henrici Jacobi de Liuttulâ, Wittebergae 1611

Olaus Georgii skrev 1609 ett fröjdekväde med anledning av att åborektorn Stutaeus hade ingått ett nytt äktenskap (tryckt 1611). Hans nya hustru var Margareta Henriksdotter Speitz och syster till Olaus studiekamrat Jöran Henriksson. I kvädet ingår en rättfram inledning och en diktdel Hoy hoy suosinen Sukuni. Den finska texten är en finsk students klagan: Han levde i utlandet i stor ekonomisk nöd och hans släktingar och vänner hade glömt och övergett honom. Återkommande i hans klagan är att någon annan har tagit hans egendom. Sannolikt avsåg han sin syster Agnes som satt på fädernehemmanet.
- Sterksis seu parentatio, qua majoribus suis desideratissimis, aviis, parentibus, patruis, amitae, materterae justa facit, Wittebergae 1613

Efter Olaus död publicerades år 1613 den fjärde av hans kända publikationer som är på latin och berättar om hans släktbakgrund. Skriften är inte bevarad men har utnyttjats av professorn i historia i Wittenberg Johannes Wankelius i hans minnestal över Olaus Georgii. Denne berättar också om Olaus misär men anger som orsak till detta något krig.